# طيران دالو الرحلة 159
رحلة 159 التابعة لطيران دالو الصومالية الدولية لنقل الركاب، في 2 فبراير 2016 أبلغت الطائرة عن وقوع انفجار علي متنها بعد مرور 20 دقيقة فقط من إقلاعها من مقديشيو.
واستطاعت الطائرة العودة بسلام إلي المطار مرة أخرى وكانت هناك حالة وفاة واحدة بين الركاب تم تسجيلها، والتحقيقات اللاحقة أشارت إلي أن الانفجار ربما قد حدث بسبب انفجار قنبلة، وربما هجوم إنتحارى.

## الطائرة
الطائرة المُستخدمة في الرحلة هي طائرة من نوع إيرباص إيه 321-111 مسجلة SX-BHS تمتلكها شركة طيران هيريمس وتعمل لدي شركة طيران دالو عند وقوع الحادث، والطائرة تعمل منذ 19 عام.
وصلت الطائرة إلي شركة طيران دالو في 5 يناير 2015 حيث كانت تعمل لدي شركة هيرميس للطيران في خطوط ميانيمار الجوية وأيضًا لدي شركة سويسرا للطيران.
ورمز التتبع لمصنع الطائرة هو 642 وأول رحلة تحليق لها كانت في 6 يناير 1997 وتم إيصالها لخطوط الطيران السويسرية 21 يناير 1997 وهي مُجهزة بمحركات سي اف ام الدولية من نوع سي اف ام 56 وبها 220 مقعد اقتصادي ، وفي مارس 2013 تم اختبارها بعد هبوطها في مطار ليون سانت إكسوبيري.

## الحادث
في 2 فبراير عام 2016 وبعد 20 دقيقة من الإقلاع من مقديشيو,الصومال عند الساعة 11:00 بالتوقيت المحلي في طريقها إلي مدينة جيبوتي، وعلي ارتفاع 14000 قدم (4,300 متر) حدث الانفجار علي متن الطائرة مسببًا فتحة في جسم الطائرة خلف الباب رقم R2.
تم تسجيل أن انفجار ذلك اليوم كان قريبًا من المقاعد رقم 15/16F مقابل لمنتصف جانب الجناح وقريبًا من خزانات الوقود، وكان علي متن الطائرة آنذاك 74 راكبًا.
وعقب حدوث الانفجار علي متن الطائرة قام مضيفوا الطيران بإرجاع الركاب إلي الجزء الخلفي من الطائرة
وقام طاقم الطائرة بتحويل وجهة الطائرة ومحاولة الهبوط بشكل إضططراري في مقديشيو في مطار آدم عدي الدولي حيث كان هو الأقرب لمكان وقوع الحادث.
تم تسجيل إصابتين اثنتين وجثة محترقة يُظن أنها للمُنتحر الذي كان يحمل القُنبلة حيث سقطت من الطائرة ووقعت في مدينة ديهيقالي القريبة من مدينة البلد الصومالية ووجدها السكان المحليون للبلدة.
كانت الطائرة قبل إقلاعها قد تم تأخير موعد إقلاعها لذلك فعند موعد الانفجار لم تكن الطائرة علي الارتفاع المفترض ولم تكن الكابينة يؤثر عليها الضغط الكامل عند الطيران.
ويُظن أيضًا أنه تم وضع جهاز حاسوب محمول مُجهز بمؤقت ليفجر القنبلة عند منتصف الرحلة.
ووفقًا لأقوال محمد إبراهيم ياسين اولاد مدير المطار أن المُفجر الانتحاري و69 من 73 راكبًا كانوا علي متن الطائرة كان من المفترض أن يكونوا علي متن إحدي طائرات الخطوط الجوية التركية والتي تم إلغاء في صباح ذلك اليوم 2 فبراير نتيجة الأحوال الجوية المضطربة، وبالتالي قامت شركة الطيران بتحويل الركاب إلي مدينة جيبوتي حيث سيتم نقلها إلي الخطوط الجوية التركية مرة أخرى، وقام المتحدث باسم الحكوم يحيي أوستن بتأكيد إلغاء رحلة الطائرة التابعة لالخطوط الجوية التركية.

## التحقيقات
صرحت وكالة تحقيقات الحوادث الصومالية التابعة لهيئة الطيران المدني الصومالية في 3 فبراير أن هناك شخصًا واحدًا فُقد من الطائرة بمجرد عودتها إلي الطائرة وتم التأكد من أن جثة ذلك الشخص وُجدت قريبًا من مدينة البلد الصومالية، والتحقيق في التفجير ما زال جاريًا حتي الآن من قبل وكالة الأمن والمخابرات الصومالية بالتعاون مع هيئات المطار والشرطة المحلية.
وصرحت شركة طيران دالو أن الفريق التقني والفني لطيران هيرميس المالك للطائرة وكذلك الشركة المصنعة يشتركان بدورهما في التحقيقات بشكل فعال، كما أن مكتب التحقيقات الفيدرالية تُساهم بجهودها في هذا التحقيق.
الاختبارات الأولية للحطام في الرحلة 159 وجدت آثارًا مؤكدة لبقايا الانفجار، وهناك تكهنات غير مؤكدة بالتركيز علي احتمالية أن القنبلة تم وضعها علي جهاز حاسوب محمول مخفي كان يحمله شخص علي كرسي متحرك.
وكان يُعتقد أن الراكب سوف يتم نقله إلي الكرسي المعتاد بعدما تم وضعه عي الطائرة، وتم اعتقال راكبين من الطائرة بينهم راكب كان يجلس علي الكرسي المجاور ويُشتبه في إضطلاعهم في الحادث.
في السادس من فبراير أكد وزير النقل علي أحمد جاماك أن الانفجار حدث بسبب قنبلة كانت تهدف إلي قتل كل من علي متن الطائرة.
السلطات الصومالية قامت بالتعرف علي الراكب الذي وُجد متوفيًا وأعلنت أن اسمه عبد الله عبد السلام بورليه ذو 55 عام من مدينة هرجيسا عاصمة صوماليلاند التابعة لدولة الصومال، لكن السلطات لم تؤكد أنه هو المشتبه به في التفجير الانتحاري.، ومحققي الولايات المتحددة يعتقدون أن الهجوم أو الانفجار يضطلع ورائه حركة الشباب المجاهدين المسلحة لكن لم يتم تأكيد هذا أيضًا، ولم تقوم الحركة بتبني الحادث أيضًا ولم تعلن مسؤليتها عن الهجوم، وأظهرت تسجيل إحدي كاميرات المراقبة من المطار رجلين يظهر عليها أنهما من عُمال المطار  يُعطيان الحاسوب المحمول لبورليه (المتوفي)، ويقول الضباط بأن المحققين يعتقدون أن المُفجر له صلة بخطوط الطيران أو أحد موظفي المطار.
علي الأقل 20 شخصًا بينهم ضباط حكوميين وموظفين اثنين من خطوط الطيران تم اعتقالهم للاشتباه في ارتباطهم بالانفجار.
ربان الطائرة فلتاكو فودوبيتش انتقد نقص التأمين حول الطائرة في المطار واصفًا الوضع الأمني ب"الفوضوي"، وفي مقابلته مع أسوشيتد برس قال أن التأمين صفر حيث عندما تهبط الطائرة يقترب منها أكثر من 20 فردًا لا يرتدي أي أحد منهم الزي الأصفر المعتاد ويدخلون ويخرجون من الطائرة ولا يعرف أحدًا من هم ومن الممكن أن يضعوا أي شئ يريدون عندما يغادر الركاب الطائرة".
محمد إبراهيم ياسين اولاد مدير شركة الطيران صرح بأن خطوط الطيران ستظل تنظم رحلاتها إلي الصومال برغم ذلك الحادث حيث قال أن الشركة تخدم من 25 عامًا وأن كل الجهود مبذولة حتي نُبقي الصومال مرتبطة ببقية أنحاء العالم."

## الخسائر
- خسائر بشرية: أصيب في الحادث راكبين اثنين بإصابات متعددة ووُجدت جثة عبد الله بوريه محترقة بعدما سقطت من الفتحة التي أحدثتها القنبلة في الطائرة وقد وجدها بعض من السكان المحليين من مدينة البلد.
- خسائر في الطائرة: سبب انفجار القنبلة فتحة في جسم الطائرة قريب من مكان تثبيت الجناح وأيضًا من خزانات الوقود.